# 拉戈阿-杜斯特雷斯坎图斯
拉戈阿-杜斯特雷斯坎图斯是巴西南大河州的一个市镇。总面积138.636平方公里，总人口1590人，人口密度11.5人/平方公里。